# Джамбул (Ордабасинський район)
Джамбу́л (каз. Жамбыл) — село у складі Ордабасинського району Туркестанської області Казахстану. Входить до складу Буржарського сільського округу.
Населення — 1164 особи (2021; 1118 у 2009, 936 у 1999, 700 у 1989).